# Sarin
Sarin er en potent nervegift. Som kemisk våben anser FN den for at være et masseødelæggelsesvåben, og stoffet er forbudt ifølge flere konventioner, blandt andet Konventionen om kemiske våben af 1997. Ved stuetemperatur er sarin en farveløs, lugtfri væske som let fordamper. Som andre nervegasser angriber sarin nervesystemet.
Stoffet er et organofosfat, det er stoffer som har været brugt i mange bekæmpelsesmidler, de fleste er dog blevet forbudt på grund af giftigheden, som f.eks. bladan og lindan. Sarin er en kraftig inhibitor af det biologiske stof acetylkolinesterase, som opfanger neurotransmitteren acetylkolin i synapsespalten mellem to nerveceller. Ved at hæmme acetylkolinesterase vil der ske en ophobning af acetylkolin i synapsespalten, og det vil dernæst medføre en for kraftig parasympatisk reaktion og kontraktion af muskler.
Stoffet, der fulgte efter opdagelsen af tabun, blev navngivet efter dem, som fandt det: Schrader, Ambros, Gerhard Ritter og von der Linde.

## Symptomer
Hvis sarin bliver optaget gennem huden, munden eller lungerne i en koncentration, svarende til kun 0,01 mg/kg kropsvægt, vil symptomerne på grund af den inhiberende virkning på acetylkolinesterase blandt andet være løbende næse, brystsmerter (kvælningsfornemmelse), kontraherede pupiller og åndenød. Ofret mister efterhånden kontrollen over alle kropsfunktioner. Fasen afsluttes med kramper, som til slut fører til bevidstløshed. derefter kvæles ofret som følge af de krampagtige spasmer. Alt dette sker som oftest i løbet af bare et minut. Personer som overlever, risikerer permanent neurologisk skade.
Det siges, at sarin er over 500 gange mere dødelig end cyanid.

## Historie
Sarin er et af flere kemiske kampstoffer, der blev dumpet i Skagerrak efter 2. verdenskrig.[kilde mangler] Saddam Hussein brugte sarin mod den kurdiske befolkning i det nordlige Irak i 1988, men der er ingen klare beviser for, at det var sarin, som blev brugt mod civilbefolkningen i Damaskus den 21. august 2013.